# Never Even Thought
| Recensione | Giudizio |
| ---------- | -------- |
| AllMusic   | [ 1 ]    |

Never Even Thought è il quinto album discografico del cantante inglese Colin Blunstone, pubblicato dall'etichetta discografica The Rocket Record Company nel 1978.

## Tracce

### LP
Lato A
1. I'll Never Forget You – 3:35 (Colin Blunstone, Richard Kerr)
2. Lovelight – 3:52 (Colin Blunstone, Alan Phillips)
3. Ain't It Funny – 3:33 (Colin Blunstone, Alan Phillips)
4. Who's That Knocking? – 2:34 (Colin Blunstone, Alan Phillips)
5. Never Even Thought – 5:53 (Murray Head)

Lato B
1. Touch and Go – 3:24 (Colin Blunstone, Alan Phillips)
2. You Are the Way for Me – 3:25 (Colin Blunstone, Alan Phillips)
3. Photograph – 4:15 (Colin Blunstone, Alan Phillips)
4. Do Magnolia Do – 4:35 (Severin Browne)

## Musicisti
I'll Never Forget You
- Colin Blunstone - voce, cori
- Davey Johnstone - chitarre
- James Newton Howard - piano
- David Paich - organo, electric mouse
- Tower of Power - strumenti a fiato
- Cooker Lo Presti - basso
- Jeff Porcaro - batteria
- Lenny Castro - percussioni
- Rod Argent - cori
- John Verity - cori
- Greg Adams - arrangiamenti

Lovelight
- Colin Blunstone - voce, cori
- Davey Johnstone - chitarre
- James Newton Howard - piano elettrico
- David Hungate - basso
- Jeff Porcaro - batteria
- Ray Cooper - tambourine
- Rod Argent - cori
- John Verity - cori

Ain't It Funny
- Colin Blunstone - voce, cori
- Davey Johnstone - chitarre
- James Newton Howard - piano, arrangiamento e conduzione strumenti ad arco
- Cooker Lo Presti - basso
- Jeff Porcaro - batteria
- Rod Argent - cori
- John Verity - cori

Who's That Knocking?
- Colin Blunstone - voce
- Alan Phillips - chitarra acustica
- David Wolfert - chitarra elettrica
- James Newton Howard - piano elettrico
- Jimmy Jewel - sassofono soprano
- Cooker Lo Presti - basso
- Jeff Porcaro - batteria
- Ray Cooper - congas
- Rod Argent - cori
- John Verity - cori

Never Even Thought
- Colin Blunstone - voce
- Davey Johnstone - chitarre, sitar
- James Newton Howard - piano, piano elettrico, arrangiamento e conduzione strumenti ad arco
- David Hungate - basso
- Jeff Porcaro - batteria
- Ray Cooper - percussioni

Touch and Go
- Colin Blunstone - voce
- Alan Phillips - chitarra acutica ritmica
- Davey Johnstone - chitarra solista, mandolino
- James Newton Howard - piano elettrico
- David Hungate - basso
- Jeff Porcaro - batteria, tambourine
- Rod Argent - cori
- John Verity - cori

You Are the Way for Me
- Colin Blunstone - voce
- Davey Johnstone - chitarre
- James Newton Howard - tastiere
- David Hungate - basso
- Jeff Porcaro - batteria
- Ray Cooper - percussioni
- Rod Argent - cori
- John Verity - cori

Photograph
- Colin Blunstone - voce, cori
- Davey Johnstone - chitarre
- Michael Omartian - piano
- David Hungate - basso
- Jeff Porcaro - batteria
- Ray Cooper - tambourine
- Rod Argent - cori
- James Newton Howard - arrangiamento e conduzione strumenti ad arco

Do Magnolia Do
- Colin Blunstone - voce
- Davey Johnstone - chitarre
- James Newton Howard - piano, arrangiamento strumenti ad arco
- David Paich - organo
- David Hungate - basso
- Jeff Porcaro - batteria
- Lenny Castro - percussioni
- Ray Cooper - percussioni
- Carmen Twillie - cori
- Vennette Gloud - cori
- Kathy Collier - cori
- Jim Horn - arrangiamento strumenti a fiato

Note aggiuntive
- Bill Schnee - produttore, ingegnere delle registrazioni
- Registrazioni effettuate al Hollywood Sound, Hollywood, California (Stati Uniti)
- Dana Latham - ingegnere delle registrazioni (Hollywood Sound)
- Registrazioni effettuate al Trident Studios, Londra, Inghilterra
- Neil Kernon - assistente ingegnere delle registrazioni (Trident Studios)
- Registrazioni strumenti ad arco (The Martin Ford Orchestra) effettuate al EMI Studios, Abbey Road, Londra (Inghilterra)
- Peter Vince - assistente ingegnere delle registrazioni (EMI Studios, Abbey Road)
- Registrazioni aggiunte effettuate al Sound Labs e Studio 55, Hollywood, California (Stati Uniti)
- Mixaggi effettuati al Cherokee Studios e Sunset Sound di Hollywood, California (Stati Uniti)
- George Tutko - assistente ingegnere ai mixaggi
- David Larkham - art direction copertina album, design copertina album
- Ed Caraeff - foto copertina album
- Ringraziamento speciale a: Joel Sill e Carol Pinckes[2]